# Cussonia holstii
Cussonia holstii är en araliaväxtart som beskrevs av Hermann Harms och Adolf Engler. Cussonia holstii ingår i släktet Cussonia och familjen Araliaceae. Inga underarter finns listade.